# Bruin duizendbladhaantje
Het bruin duizendbladhaantje (Chrysolina marginata), ook wel gerand goudhaantje, is een keversoort uit de familie van de bladkevers (Chrysomelidae). De wetenschappelijke naam van de soort werd als Chrysomela marginata in 1758 gepubliceerd door Carl Linnaeus.